# Mohun Bagan Super Giant
Mohun Bagan Super Giant (hindi मोहन बागान फुटबॉल क्लब, ang. Mohun Bagan Super Giant) – indyjski klub piłkarski, mający siedzibę w mieście Kolkata w stanie Bengal Zachodni, w północno-wschodniej części kraju, grający od sezonu 2020/21 w rozgrywkach Indian Super League.

## Historia
Chronologia nazw:
- 2020: Mohun Bagan Super Giant – po fuzji z Mohun Bagan i ATK

Klub piłkarski Mohun Bagan Super Giant został założony w miejscowości Kolkata 10 lipca 2020 roku. w wyniku fuzji klubów Mohun Bagan i ATK. Pół roku wcześniej, 16 stycznia 2020 roku RP-Sanjiv Goenka Group (właściciel klubu ATK), Sourav Ganguly i Utsav Parekh wspólnie kupili 80% udziałów sekcji piłkarskiej Mohun Bagan oraz markę i prawa piłkarskie do Mohun Bagan Football Club (India) Pvt.
W sezonie 2020/21 zespół startował na najwyższym poziomie w Indian Super League. W sezonie regularnym zajął drugie miejsce w tabeli ligowej, a potem w fazie play-off dotarł do finału, w którym przegrał 1:2 z przyszłym mistrzem Mumbai City FC. W następnym sezonie 2021/22 był trzecim w tabeli ligowej, a na etapie play-off przegrał w półfinale.

## Barwy klubowe, strój, herb, hymn
|  |  |

Klub ma barwy zielono-bordowe. Piłkarze domowe spotkania zazwyczaj grają w bordowych koszulkach z pionowymi biało-zielonymi pasami, białych spodenkach oraz bordowych getrach.

## Sukcesy

### Trofea międzynarodowe
| \| \| Zdobyte trofea w rozgrywkach międzynarodowych (stan na: 31-05-2022) \| |                                                                     |      |            |
| Rozgrywki                                                                    | Osiągnięcie                                                         | Razy | Sezon(y)   |
| · Liga Mistrzów AFC                                                          | zdobywca                                                            | 0    |            |
| · Liga Mistrzów AFC                                                          | finalista                                                           | 0    |            |
| Puchar AFC                                                                   | zdobywca                                                            | 0    |            |
| Puchar AFC                                                                   | finalista                                                           | 0    |            |
| Puchar AFC                                                                   | półfinał Inter-zone play-off                                        | 2    | 2021, 2022 |
| Azjatycki Puchar Zdobywców                                                   | zdobywca                                                            | 0    |            |
| Azjatycki Puchar Zdobywców                                                   | finalista                                                           | 0    |            |
| FIFA                                                                         | Zdobyte trofea w rozgrywkach międzynarodowych (stan na: 31-05-2022) |      |            |

### Trofea krajowe
| \| \| Zdobyte trofea w rozgrywkach Indii (stan na: 31-05-2022) \| |                                                          |      |          |
| Rozgrywki                                                         | Osiągnięcie                                              | Razy | Sezon(y) |
| Mistrzostwo                                                       | I miejsce                                                | 0    |          |
| Mistrzostwo                                                       | II miejsce                                               | 1    | 2020/21  |
| Mistrzostwo                                                       | III miejsce                                              | 0    |          |
| Puchar                                                            | zdobywca                                                 | 0    |          |
| Puchar                                                            | finalista                                                | 0    |          |
| II liga                                                           | I miejsce                                                | 0    |          |
| II liga                                                           | II miejsce                                               | 0    |          |
| II liga                                                           | III miejsce                                              | 0    |          |
| Indie                                                             | Zdobyte trofea w rozgrywkach Indii (stan na: 31-05-2022) |      |          |

- Durand Cup:
  - 3.miejsce grupy B (1): 2022

## Struktura klubu

### Stadion
Klub piłkarski rozgrywa swoje mecze domowe na stadionie Vivekananda Yuba Bharati Krirangan oraz Mohun Bagan Ground w Kolkacie, które mogą pomieścić odpowiednio 85.000 i 22.000 widzów.

## Rywalizacja z innymi klubami

### Derby
- East Bengal FC
- Mohammedan SC (Kolkata)
- Gokulam Kerala FC
- Kerala Blasters FC